# オキナワトゲネズミ
オキナワトゲネズミ（沖縄棘鼠、Tokudaia muenninki）は、ネズミ科トゲネズミ属に分類される齧歯類。

## 分布
沖縄島北部固有種

## 形態
体長11.2-17.5センチメートル。尾長9.2-13.2センチメートル。背面の毛衣は黒褐色や黄褐色、腹面の毛衣は灰色や灰白色。
口蓋孔は上顎第2臼歯の位置かより後方にある。染色体は2n=44で、性染色体はXY型。

## 分類
分子系統学的解析からトゲネズミ属内では最も初期に分化した種だと推定されている。

## 生態
標高300メートル以上にあるスダジイからなる天然林に生息し、草やシダが繁茂した環境を好む。夜行性で、昼間は地面に空いた穴や樹洞などで休む、と思われていたが、季節により活動時間帯を変えることが判ってきた。夜間でも1-2時間の間隔で活動と休息を繰り返す。
食性は雑食と考えられ、植物質（スダジイ、マテバシイ）、貝類（ヤンバルマイマイ）、甲殻類などを食べる。飼育下ではキノボリトカゲやリュウキュウアカガエルを食べた例もある。
繁殖形態は胎生。10-12月に5-10頭の幼獣を産むと考えられている。

## 人間との関係
開発による生息地の破壊、イヌやネコ、マングースによる捕食などにより生息数は減少している。またクマネズミとの競合も懸念されている。2007年から自動カメラや情報収集、罠の設置による生息調査が開始され、2008年にノネコの糞からの痕跡確認から7年ぶり、捕獲例としては30年ぶりとなる生息が確認された。日本ではトゲネズミとして1972年に国の天然記念物に指定されている。2016年に種の保存法により国内希少野生動植物種に指定されている。
絶滅危惧IA類 (CR)（環境省レッドリスト）
沖縄県版レッドデータ 絶滅危惧IA類